# Рожджалув
Рожджалув (пол. Rożdżałów) — село в Польщі, у гміні Холм Холмського повіту Люблінського воєводства. Населення — 389 осіб (2011).

## Історія
За даними етнографічної експедиції 1869—1870 років під керівництвом Павла Чубинського, у селі здебільшого проживали римо-католики, проте переважно населення розмовляло українською мовою.
У 1975—1998 роках село належало до Холмського воєводства.

## Демографія
Демографічна структура станом на 31 березня 2011 року:
|          | Загалом | Допрацездатний вік | Працездатний вік | Постпрацездатний вік |
| -------- | ------- | ------------------ | ---------------- | -------------------- |
| Чоловіки | 189     | 40                 | 136              | 13                   |
| Жінки    | 200     | 34                 | 117              | 49                   |
| Разом    | 389     | 74                 | 253              | 62                   |